# Charles Gerard (2e comte de Macclesfield)
Pour les articles homonymes, voir Charles Gérard et Gérard.
Charles Gerard, 2e comte de Macclesfield (v. 1659 - 5 novembre 1701) est un pair, un militaire et un député anglais.

## Biographie
Il est né en France, fils aîné de Charles Gerard (1er comte de Macclesfield) et de Jeanne, fille de Pierre de Civelle, écuyer de la reine Henrietta Maria. Il est devenu ressortissant anglais par une loi du Parlement en 1677.
En 1678, il est lieutenant-colonel à Lord Gerard's Horse et colonel à part entière en 1679. Cette année-là, il entre en politique, étant élu député du comté de Lancashire en mars et en octobre, puis de nouveau en 1681.
Comme son père Charles, le 1er comte, il est impliqué dans les intrigues du duc de Monmouth. En 1685, il est condamné à mort pour avoir participé au Complot de Rye-House, mais est gracié par Charles II. En 1689, il est réélu député du Lancashire, qu'il représente jusqu'en 1694, date à laquelle il succède à la pairie à son père. Il est Custode Rotulorum pour le Lancashire de 1689 jusqu'à sa mort en 1701.
Devenu major-général en 1694, il se rend à l'étranger. En 1701, il est nommé premier commissaire à l'investiture de l'électeur de Hanovre (futur roi George Ier) sur l'ordre de la Jarretière, chargé de présenter une copie de l'acte de règlement à l'électrice douairière Sophia.
Il est décédé subitement le 5 novembre 1701 à l'âge de 40 ans environ, sans laisser d'enfants légitimes.

## Famille
En mars 1698, Macclesfield a divorcé de son épouse Anna, fille de sir Richard Mason de Sutton, en vertu d'une loi du Parlement. C'est la première fois qu'un divorce a été ainsi prononcé sans décision préalable d'un tribunal ecclésiastique. La comtesse était la mère de deux enfants connus sous le nom de Savage et dont le père présumé est Richard Savage (4e comte Rivers). Le poète Richard Savage a prétendu qu'il était le plus jeune de ces enfants. La comtesse divorcée épouse le colonel Henry Brett vers 1700 et mourut à l'âge de 85 ans en 1753. Sa fille, Anna Margaretta Brett, est une maîtresse de George Ier. Le second comte de Macclesfield est remplacé par son frère Fitton Gerard (3e comte de Macclesfield) (v. 1665–1702). À son décès sans héritier, le titre s'éteint en décembre 1702.
À sa mort, Macclesfield laisse l'essentiel de ses biens à Charles Mohun (4e baron Mohun). En 1691, Mohun épouse Charlotte Orby, petite-fille de Charles, 1er comte de Macclesfield. Bien qu'ils fussent bientôt séparés, Mohun a accompagné Macclesfield lors de l'expédition de Brest. James Hamilton (4e duc de Hamilton) a également une revendication sur la succession par l'intermédiaire de sa seconde épouse, Elizabeth Gerard, qui est également une petite-fille du 1er comte. Il semble que Macclesfield ait préféré Mohun, un ancien capitaine de cavalerie de son régiment, à Hamilton, qu'il n'aimait pas à cause de ses sympathies conservatrices. Hamilton a attaqué Mohun devant les tribunaux. Après plus d'une décennie de différends juridiques, les deux hommes se sont affrontés lors de leur célèbre duel à Hyde Park, qui a entraîné la mort des deux hommes.